# Maechidius rugicollis
Maechidius rugicollis är en skalbaggsart som beskrevs av Moser 1920. Maechidius rugicollis ingår i släktet Maechidius och familjen Melolonthidae. Inga underarter finns listade i Catalogue of Life.